# Danganronpa
Danganronpa (яп. ダンガンロンパ, Данґанромпа) — медіафраншиза на ґрунті відеоігор, створених й розроблених «Spike Chunsoft» (раніше «Spike») для ігрових приставок та домашніх комп'ютерів.
Назва серії складається зі слів dangan (弾丸, «пістолетна куля») та ronpa (論破, «спростування»), тому «Danganronpa» можна перекласти як «перемога в дебатах з пістолетною кулею». Розробник першої гри Йошінорі Тересава (Yoshinori Terasawa) надихнувся фільмами «Пила» та «Куб».
Серіал отримав багато позитивних відгуків від критиків, які високо оцінили персонажів, тон та атмосферу серіалу. Дизайн персонажів Руї Комацудзакі став популярним для косплею. Робота Kodaka також надихнула співробітників студії Pierrot на створення аніме під назвою "Акудама Драйв". До 2021 року серія Danganronpa досягла 5 мільйонів копій, проданих по всьому світу.

## Ігровий процес
Ігровий процес в основних іграх Danganronpa поділяється на два основних стилі: «Шкільне життя» та «Класний суд».
«Шкільне життя» є звичайним візуальним романом: гравці вивчають шкільні території, балакають з персонажами та рухаються за сюжетом. При досягненні розділів «Вільний час» гравці можуть обирати персонажів, з якими хочуть взаємодіяти, більше про них дізнаватися та заробляти нові навички, які можуть допомогти їм у «Класному суді». «Шкільне життя» поділяється на два розділи: «Щоденне життя», де історія просто йде своїм шляхом, і «Смертельне життя», де гравці мають шукати докази, пов'язані з убивством.
«Класний суд» — це головний режим гри серії, у якому учні обговорюють між собою, хто є злочинцем. Режим передбачає різні типи мініігор, найпоширенішою з яких є «Безперервні дебати». Тут персонажі автоматично обговорюють ситуацію, а завдання гравця полягає в тому, аби виявити протиріччя в їх висловлюваннях та вистрілити в них «Кулями правди», що містять відповідні докази. Інші типи ігрового процесу включають у себе відстрілювання букв для викладення з них ключа, ритмічне натискання кнопок для суперечки з певним персонажем і побудова коміксу із зображенням подій вбивства.
На відміну від основних ігор серії, продовження «Danganronpa Another Episode: Ultra Despair Girls» є пригодницькою грою від третьої особи, у якій головний герой Комару використовує рупор для командування роботами Монокуми. «Danganronpa: Unlimited Battle» — дійова гра, де гравці використовують сенсорний екран для кидання команди з чотирьох персонажів на ворогів.

## Медіа

### Відеоігри
- Danganronpa: Trigger Happy Havoc (2010) (PlayStation Portable, PlayStation Vita, iOS, Android, Microsoft Windows, Linux, PlayStation 4)
- Danganronpa: Monokuma Strikes Back (2012) (iOS, Android)
- Danganronpa 2: Goodbye Despair (2012) (PlayStation Portable, PlayStation Vita, Microsoft Windows, Linux, PlayStation 4)
- Alter Ego (2012) (iOS, Android)
- Danganronpa 1.2 Reload (2013) (PlayStation 4)
- Danganronpa Another Episode: Ultra Despair Girls (2014) (PlayStation Vita, Microsoft Windows, PlayStation 4)
- Danganronpa: Unlimited Battle (2015) (iOS, Android)
- Cyber Danganronpa VR: The Class Trial (2016) (PlayStation VR)
- Kirigiriso (2016) (PC)
- Danganronpa V3: Killing Harmony (2017) (PlayStation 4, PlayStation Vita, Microsoft Windows)

### Ранобе
- Danganronpa/Zero (яп. ダンガンロンパ / ゼロ), написане Цуйоші Кодакадзу й проілюстроване Руї Комацудзакі (випускалося з 15 вересня 2011 до 13 жовтня 2011 року двома томами)[6]
- Danganronpa Kirigiri (яп. ダンガンロンパ霧切), написане Такекуні Кітаямою й проілюстроване Комацудзакі (випускалося з 13 вересня 2013 до 15 травня 2017 року п'ятьма томами)[7]
- Danganronpa: The Animation (яп. ダンガンロンパ 希望の学園と絶望の高校生 The Animation), написане Рьо Кавакамі (випускалося з 20 вересня 2013 до 20 грудня 2013 року двома томами)[8]
- Danganronpa Togami (яп. ダンガンロンパ十神), написане Юєю Сатою (випускалося з 27 листопада 2015 до лютого 2017 року трьома томами)[9]
- Danganronpa 1･2 Beautiful Days (яп. ダンガンロンパ 1･2 Beautiful Days) (вийшло 12 грудня 2015 року одним томом)[10]

### Аніме
З 4 липня 2013 року до 26 вересня 2013 року у програмному блоці «MBS» — «Anime-ism» — виходила аніме-адаптація першої відеогри під назвою Danganronpa: The Animation.

### Музика
Оригінальні звукові доріжки для ігор та аніме створені Масафумі Такадою.